# Dactylolabis cubitalis
Dactylolabis cubitalis là một loài ruồi trong họ Limoniidae. Chúng phân bố ở miền Tân bắc.